# Parakou
Parakou je město na severovýchodě Beninu, hlavní město departementu Borgou. Má přes 200 000 obyvatel a je největším městem vnitrozemské části země. Je významným dopravním uzlem, kterým prochází páteřní severojižní silnice RNIE 2 a končí zde železniční trať z Cotonou (plánuje se její prodloužení do Niamey), v provozu je i letiště. Parakou slouží jako hospodářské centrum okolní zemědělské oblasti, má velkou tržnici Grand Marché Azeke i průmyslové podniky jako pivovar, lisovna arašidového oleje, zpracování dřeva a bavlny.
Název Parakou je odvozován od výrazu Kɔrɔku, který v jazyce místních Baribů znamená baobab. Dominantou města je vysoký obelisk s nápisem PARAKOU na hlavní křižovatce, nachází se zde i mešita a katolická katedrála sv. Petra a Pavla. Na okraji města leží muzeum pod širým nebem s ukázkami původní architektury. V Parakou se narodil první prezident nezávislého Beninu (tehdy pod názvem Dahomé) Hubert Maga, jemuž zde byl odhalen pomník. Hraje zde fotbalový klub Buffles du Borgou FC, trojnásobný mistr Beninu.

## Partnerská města
- Orléans (Francie)